# 세바스티안 랑캄프
세바스티안 랑캄프(Sebastian Langkamp, 1988년 1월 15일 ~ )는 독일의 전 축구 선수로서, 현역 시절 포지션은 수비수였다.